# Олимпия Бухарест
Олимпия Бухарест (рум. Olympia București)— футбольный клуб из Бухареста на юге Румынии. Первый чемпион Румынии. Команда была основана в 1904 году и вскоре стала одной из лучших в стране. Клуб был распущен в 1946 году.

## История

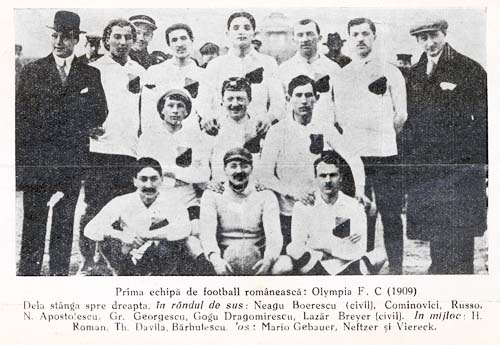
Состав Олимпии в 1909 году

Клуб был основан в октябре 1904 года Марио Гебауэром (первым президентом) и другими молодыми румынами и иностранцами. В 1906 году её пригласили на торжества по случаю сорокалетия восшествия короля на престоле, для демонстрации этого нового вида спорта в Румынии. Команда играла на футбольном поле Болта Рече (рум. Bolta Rece) (рядом с Триумфальной аркой).
Команда участвовала в Кубке Герцога вместе с "Колентиной Бухарест"и «Юнайтед Плоешти». Этот кубок считается эквивалентным нынешнему Чемпионату Румынии. Им удалось выиграть первые два сезона : в 1909/10 и 1910/11 . Позже клуб был признан первым чемпионом Румынии.
В 1915 году клуб распался, некоторые игроки отказались от футбола в пользу регби, считавшегося более «мужским» видом спорта, оставшиеся вместе с Л. Брейера, перешла в «Колентину Бухарест».
После Первой мировой войны клуб продолжает свое выступления. Уже начиная с 1921 года, участвует в региональном чемпионате Бухареста. В сезоне 1927/28 клуб получил право играть в чемпионате страны, где и дошли до 1/4 финала проиграв «Колти Брашова» (1:3).После перехода румынского футбола на дивизиональную систему клуб играет один сезон в Лиге III в 1937/38 и один сезон в Лиге II в 1940/41.
После Второй мировой войны клуб снова принял участие в чемпионате Бухареста, но уже под названием Олимпия-Рейн (рум. Olympia-Rheim), после чего распускается, оставляя после себя, стадион открытый в 1927 году и 3 поколения игроков.

## Достижения
Лига I :
- Чемпионы (2): 1909/10, 1910/11.

## Примечание
1. ↑  Olimpia Bucureşti — Enciclopedia României — prima enciclopedie online despre România. Дата обращения: 24 апреля 2023. Архивировано 15 февраля 2019 года.
2. 1 2  Divizia A are 102 ani. Cum a început totul (рум.). GSP. Дата обращения: 24 апреля 2023. Архивировано 6 апреля 2023 года.
3. 1 2  Zeul Football (рум.). zeulfootball.blogspot.it. Дата обращения: 24 апреля 2023.
4. ↑  Divizia A - Tables - statistics. www.romaniansoccer.ro. Дата обращения: 24 апреля 2023. Архивировано 24 апреля 2023 года.
5. ↑  Olympia Bucuresti - statistics. www.romaniansoccer.ro. Дата обращения: 24 апреля 2023. Архивировано 24 апреля 2023 года.
6. ↑  Divizia A - Tables - statistics. www.romaniansoccer.ro. Дата обращения: 24 апреля 2023. Архивировано 15 декабря 2018 года.
7. ↑  Din istoria fotbalulului romanesc » Football Fabulous. www.footballfabulous.com. Архивировано из оригинала 22 июня 2013 года.